# Euplocia renigera
Euplocia renigera är en fjärilsart som beskrevs av Felder 1874. Euplocia renigera ingår i släktet Euplocia och familjen nattflyn. Inga underarter finns listade i Catalogue of Life.